# 鍵善良房
株式会社鍵善良房（かぎぜんよしふさ）は、京都市東山区祇園商店街にある菓舗。

## 概要

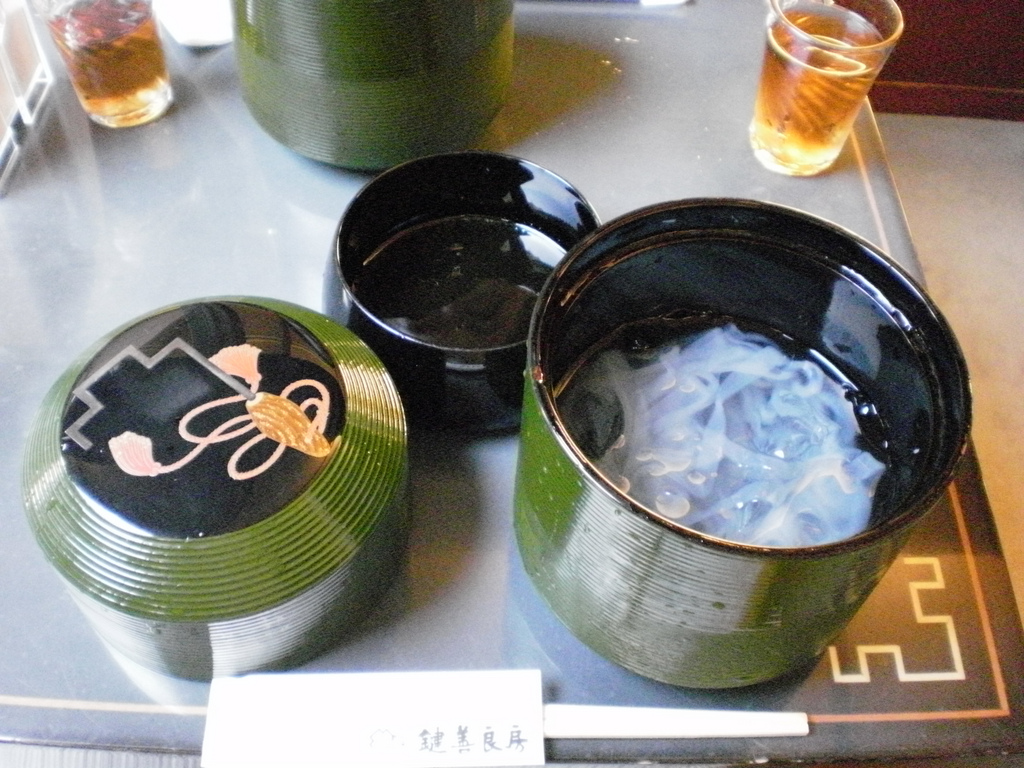
鍵善良房のくずきり

江戸時代に祇園の縄手通四条上ルで創業。創業は享保年間（1716年-1736年）とされているが、蔵から「元禄八年（1695年）縄手四条上ル廿一軒町町式目」や「元禄三年（1690年）新間御年貢納覚帳」などの史料が発見されており元禄年間の創業の可能性もある。明治時代、四条通の拡幅工事に伴い現在地に移転した。
創業時からの名物は落雁の「菊寿糖」で木型は玄関扉に展示されている。
昭和初期になって「葛きり」が誕生し、戦後になって銘菓として広まった。吉野葛の国産の天然の本葛粉を使っており（奈良吉野・大宇陀町の「森野吉野葛本舗」の吉野晒しのもの）、黒蜜の黒糖は波照間島産を使用している。
12代目の店主・善造は民芸に関心を寄せ、運動の中心的存在であった木工の黒田辰秋に店の調度や意匠などを任せた。店の螺鈿製のくずきり用器は黒田辰秋の作品である。
先代・知夫が出会ったなかでは、挿絵家で絵本作家の鈴木悦郎とは付き合いが長くなり、絵そのものはもちろん、とりわけはんなりした色づかいが気に入って、包装紙のデザインなどをいくつも手がけている。

## 歴史
- 江戸時代 - 祇園の縄手通四条上ルで創業[1][2]。
- 明治期 - 四条通の拡張に伴い現在地に移る[1][2]。
- 1942年（昭和17年）に善造が亡くなると、太平洋戦争の激化も相まって、店をいったん閉めることになる。
- 1955年（昭和30年）、終戦後の混乱がおさまったころに営業を再開。食後のデザートとして、くずきりが評判を呼び店先でも出すようになる。
- 1998年（平成10年）には全面的な改装を行って、現在に至る。また、高台寺で支店も始める。
- 2012年（平成24年）11月「ZEN CAFE + Kagizen Gift Shop」オープン。
- 2014年改装。

## 菓子
| - 干菓子 - 菊寿糖 - おちょま - 老松 - 寿 - 福寿 - 寿仝 | - 羊羹 - 黒羊羹 - 小倉羊羹 - 紅羊羹 - 半生菓子 - 国栖の里 - 岩山椒 | - 汁粉・葛湯 - 烏帽子しるこ - 玉清水 - 飴 - 豆平糖 - 焼菓子 - 生菓子 など |

このほか2022年1月末に閉店した京華堂利保（1903年創業）の銘菓「涛々」を継承することになった。

## 店舗
- 四条本店
- 高台寺店
- ZEN CAFE